# Пол Девіс (фізик)
Пол Чарльз Вільям Девіс (англ. Paul Charles William Davies; нар. 22 квітня 1946, Лондон) — британський фізик-теоретик, космолог, астробіолог, письменник і популяризатор науки. Регент-професор Університету штату Аризона і співдиректор його дослідного центру «Beyond», головний дослідник Центру конвергенції фізичних наук і біології раку (Center for the Convergence of Physical Sciences and Cancer Biology) при тому ж університеті, член Королівського літературного товариства (1999). Лауреат Темплтонівської премії (1995).
Закінчив із відзнакою Університетський коледж Лондона (бакалавр фізики, 1967). Там же в 1970 році здобув ступінь доктора філософії з фізики. Працював у Кембриджському (з 1970 року), Лондонському та Ньюкаслському (1980—1990) університетах. У 1990 році перебрався до Австралії, спочатку як професор математичної фізики, а потім природної філософії Університету Аделаїди (1990—1996). Пізніше він допоміг заснувати Австралійський центр астробіології в Сіднеї (у 2001 році). З 2006 року в Університеті штату Аризона директор створеного ним же дослідного центру «Beyond» і з 2011 року регент-професор цього університету, також з 2008 року є співдиректором Cosmology Initiative при ньому.
Автор близько 30 книг, які перекладалися на більш ніж 20 мов, і сотень наукових робіт. Серед бестселерів його авторства The Mind of God, About Time, How to Build a Time Machine, The Fifth Miracle, The Goldilocks Enigma.
На честь Пола Девіса названо астероїд головного поясу 6870 Полдевіс.